# Eisenerz
Eisenerz osztrák város Stájerország Leobeni járásában. 2017 januárjában 4188 lakosa volt. 

## Elhelyezkedése

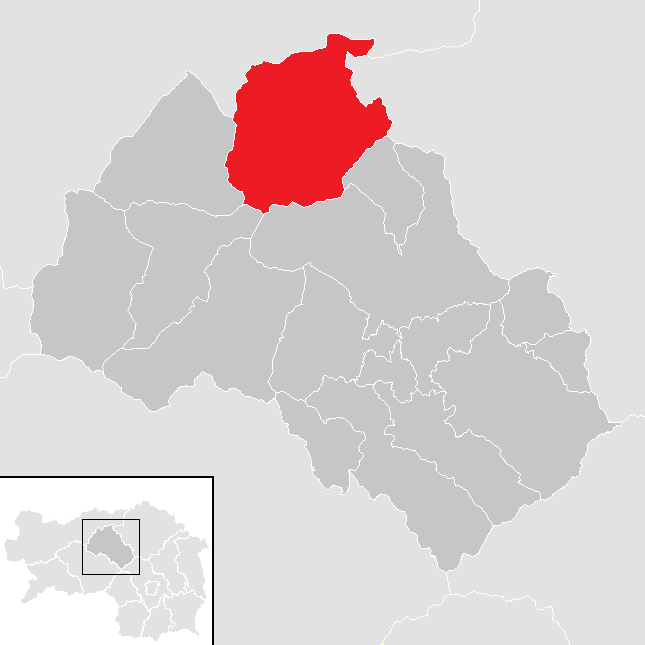
Eisenerz a Leobeni járásban

Eisenerz Felső-Stájerországban fekszik a várostól délnyugatra lévő Eisenerzi-Alpok és az északkeleti Hochschwab-csoport között. A település az Erzberg, Közép-Európa legnagyobb külszíni vasércbányája mellett található. A vöröses Erzbergen kívül a városképet négy sziklaformáció, az Eisenerzer Reichenstein, a Wildfeld, a Kaiserschild és a Pfaffenstein határozza meg. A város legjelentősebb folyóvize az Erzbach, legnagyobb állóvize az 50 hektáros, 31 m mély Leopoldsteini-tó. 
Az önkormányzat területe 4 katasztrális községre oszlik: Eisenerz, Krumpental, Münichthal és Trofeng.
A környező önkormányzatok: délkeletre Vordernberg, délre Trofaiach, délnyugatra Kalwang, nyugatra Radmer, északra Landl, északkeletre Wildalpen, keletre Tragöß.

## Története

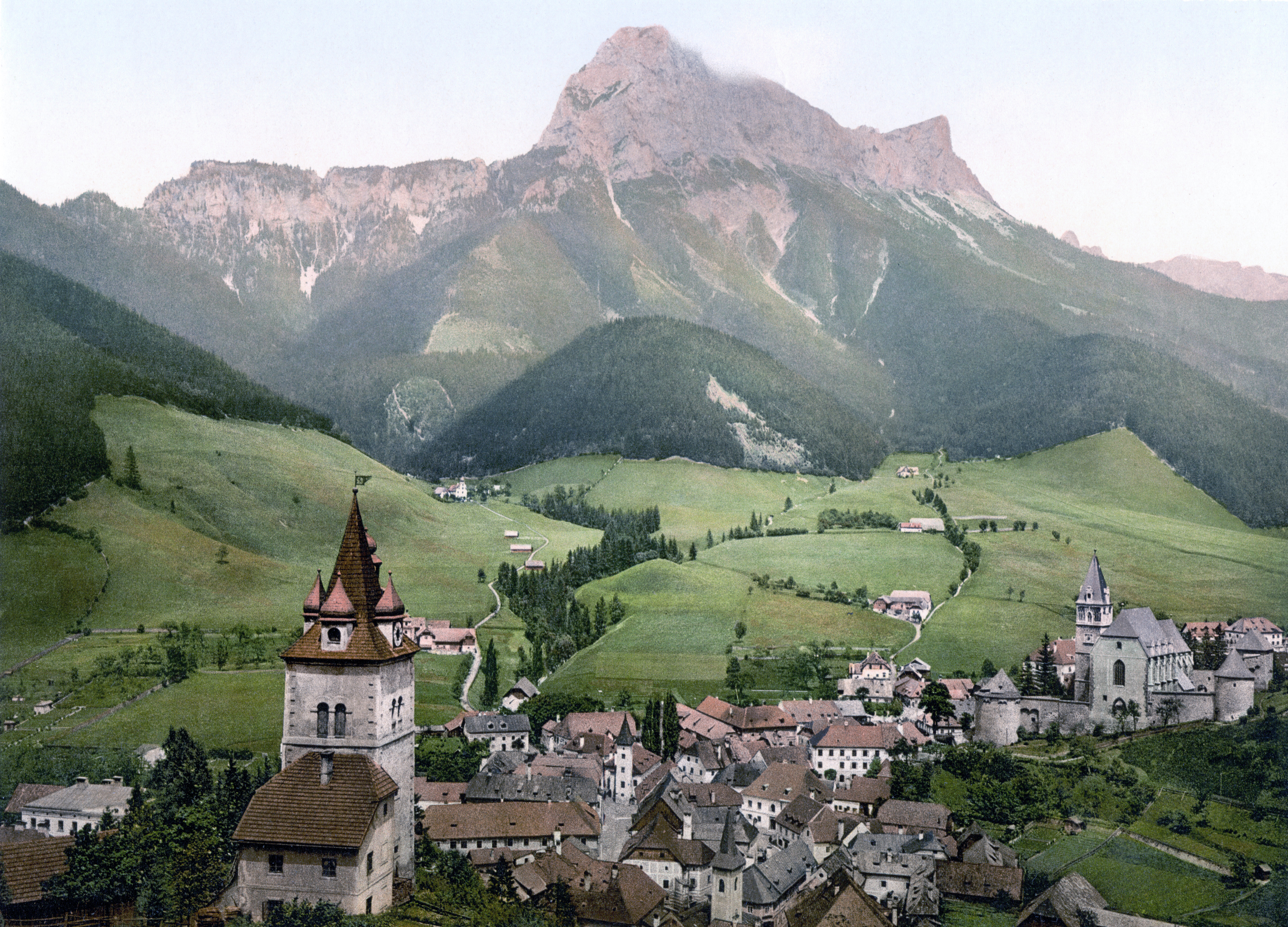
Eisenerz egy 1900-as képeslapon. Háttérben a Pfaffenstein csúcsa

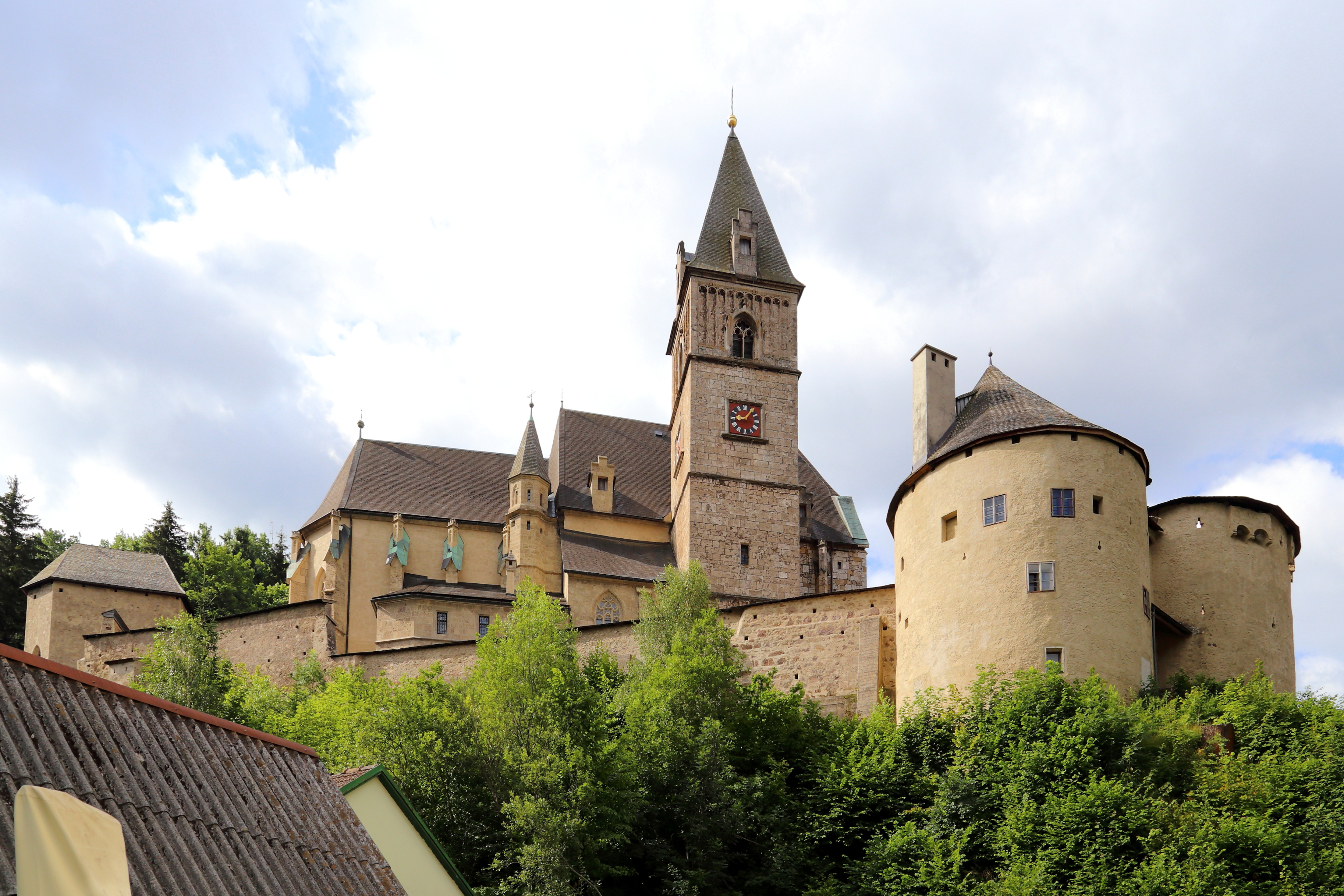
Az erődített Szt. Oszvald-plébániatemplom

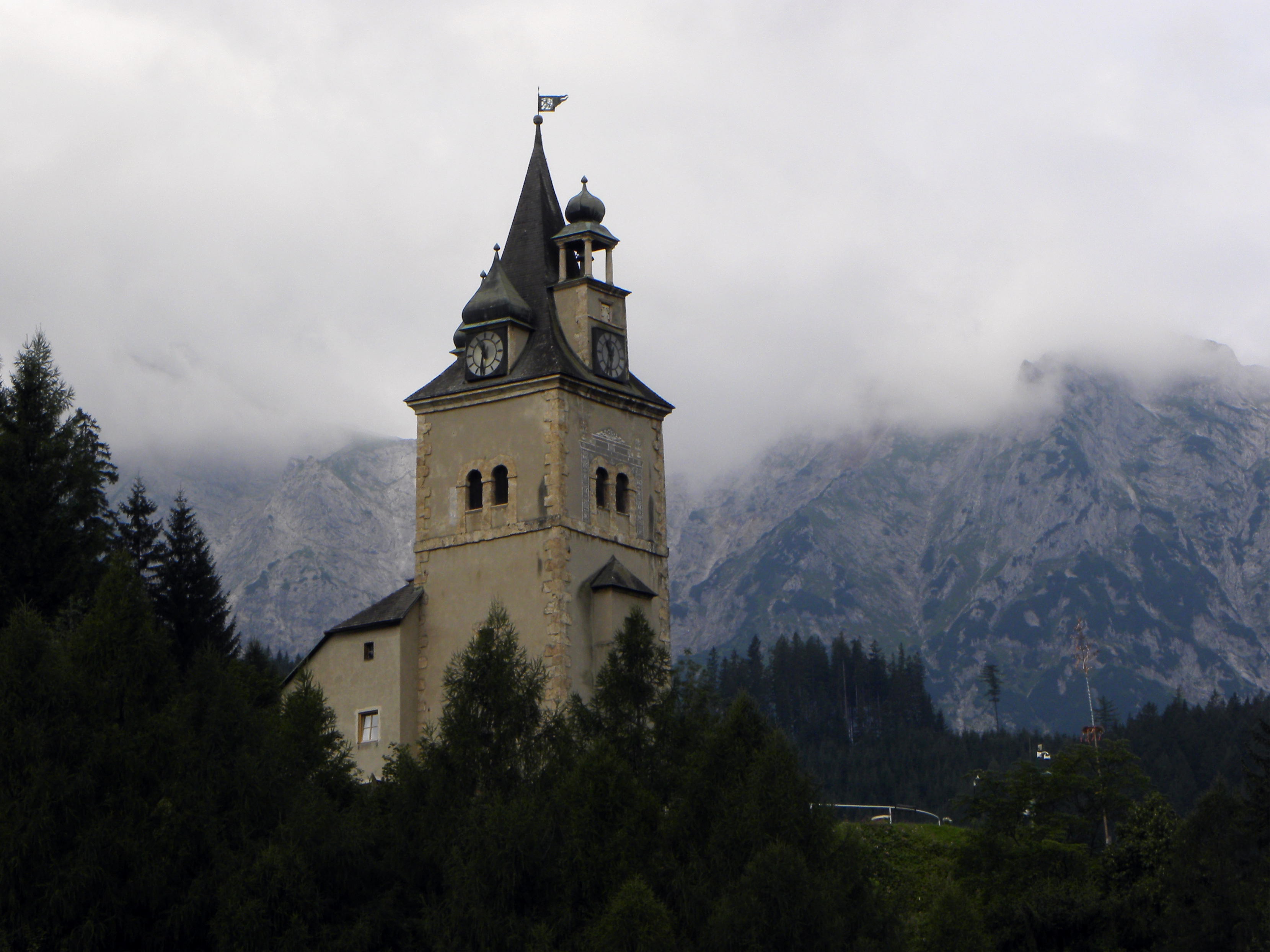
Az óratorony

Először 1230-ban említik a települést egy oklevélben Aerze néven, 1293-ban pedig mint "inner Eisenärz". 1453-ban mezővárosi jogokat kapott. A település életét a kezdetektől fogva a Erzberg vasércének bányászata határozta meg, amelynek jogán a szomszédos Vordernberggel osztozott. 
1529-ben, Bécs török ostromakor a Szt. Oszvald templomot megerődítették. Ugyanebben az időszakban a reformáció hatására a protestantizmus többségi vallássá vált a bányászok között. Az 1525-ös német parasztfelkelésben részt vettek a helyi bányászok, munkások és polgárok is. 1599-ben az ellenreformáció bajnoka, Martin Brenner seckaui püspök látogatása során a polgárok és a kohómesterek az erődtemplomban sáncolták el magukat. A püspök II. Ferdinánd császártól kért segítséget, aki 316 muskétást és alabárdost küldött a városba. A protestáns könyveket elégették, a hitükhöz hű lutheránusokat száműzték (köztük legalább 14 kohómestert és családját), így a lakosság többségét visszatérítették a katolikus egyházba. 
1625-ben hercegi utasításra létrejött az eisenerzi bányászatot és kohászatot egy kézben összefogó innerbergi társaság, amelynek jelentős érdekeltségei voltak a kereskedelemben is és a 17. századi Európa legnagyobb vasérckitermelő- és feldolgozó vállalkozásává fejlődött. A nők és a gyerekek is a bányaiparban dolgoztak, annak ellenére, hogy a bécsi udvar a 18. században több sikertelen próbálkozást is tett, hogy a női munkát a fonás felé terelje. 
1881-ben megalakult az Osztrák-Alpesi Bányászati Társaság, amely fokozatosan az egész Erzberg fölött megszerezte a bányászati jogot és elkezdte azt a külszíni fejtést, ami a hegy mai jellegzetes külsejét adja. Röviddel később a Präbichl-hágón keresztül fogaskerekű vasút épült Vordernberg és onnan Leoben felé.       
1931-re a vasérkitermelés válságba került; új felvirágzását a nemzetiszocialista kormányzat fegyverkezési programja hozta magával. Az erzbergi bánya a maga évi 1,8 millió tonnás teljesítményével adta a Harmadik Birodalom teljes vasérctermelésének egynegyedét. 1939 decemberében érkeztek az első kényszermunkások a városba 300 lengyel hadifogoly személyében, őket követte több ezer, a megszállt országokból és koncentrációs táborokból származó munkás.
1945. április 7-én a Präbichl hágónál a Volkssturm fegyveresei mintegy 250 magyar zsidót mészároltak le. A brit megszálló hatóság hadbírósága tizenkét milicistát ítélt halálra az Ausztria területén elkövetett egyik legjelentősebb háborús bűnért. 
A bányák és a feldolgozóüzemek miatt beköltöző lakosságnak hála a népességszám 1948-ra majdnem elérte a 13 ezer főt, így ebben az évben a település városi rangot kapott. A technikai újítások és a vas- és acélipar 1980-as évekbeli válságának hatására a népesség drasztikusan, kevesebb mint harmadára csökkent.

## Lakosság
Az eisenerzi önkormányzat terület 2017 januárjában 4188 fő élt. A lakosságszám 1951-ben érte el a csúcspontját 12 948 fővel, azóta - különösen az 1980-as évek óta - a népesség erősen csökkenő tendenciát mutat. 2015-ben a helybeliek 95%-a volt osztrák állampolgár; a külföldiek közül 0,8% a régi (2004 előtti), 1,4% az új EU-tagállamokból érkezett. 0,9% a volt Jugoszlávia (Szlovénia és Horvátország nélkül) vagy Törökország, 1,9% egyéb országok polgára. 2001-ben a lakosok 66,9%-a római katolikusnak, 4,2% evangélikusnak, 1,5% mohamedánnak, 24,6% pedig felekezet nélkülinek vallotta magát. Ugyanekkor 17 magyar (0,3%) élt a városban.

## Látnivalók

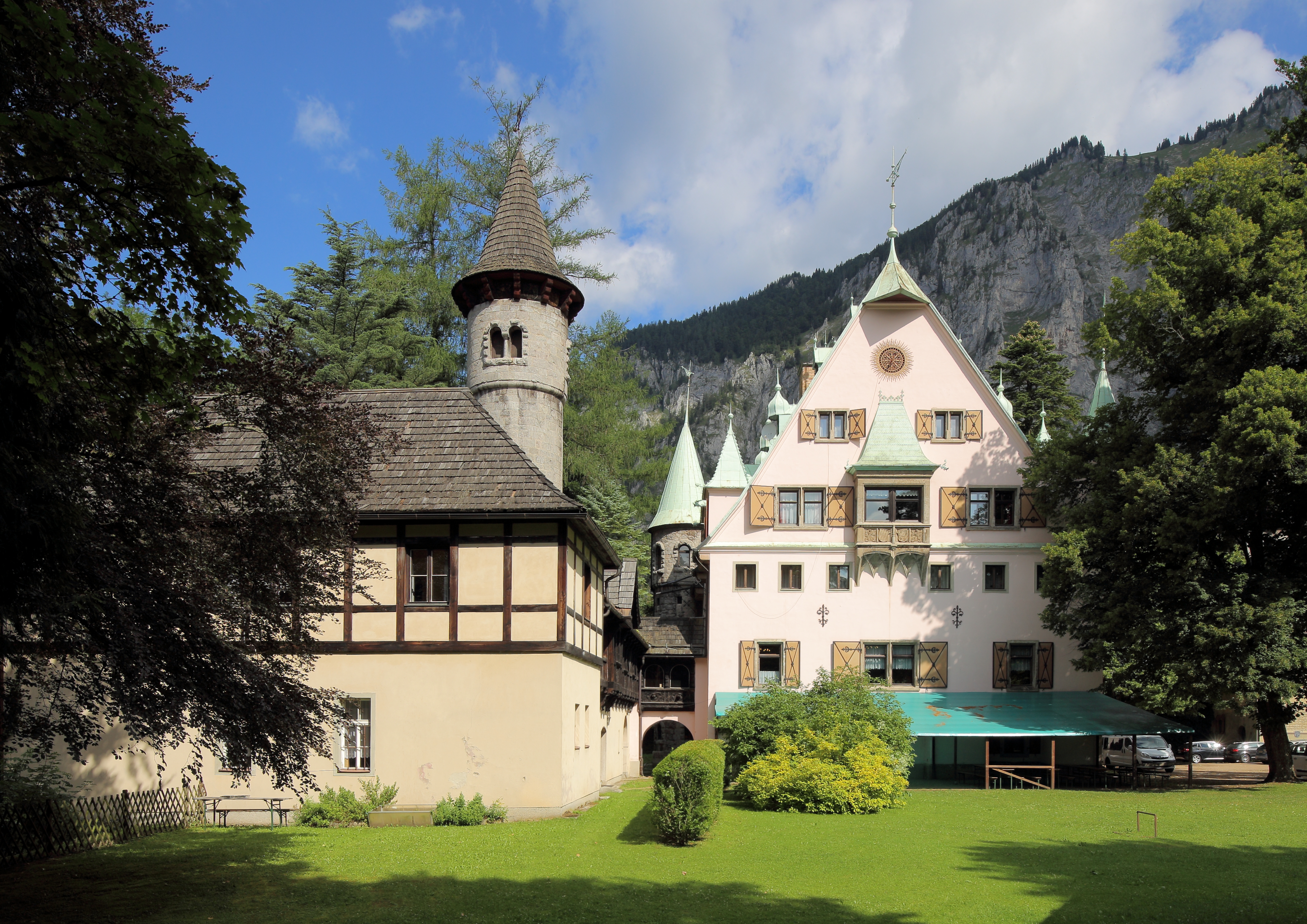
A Leopoldstein-kastély

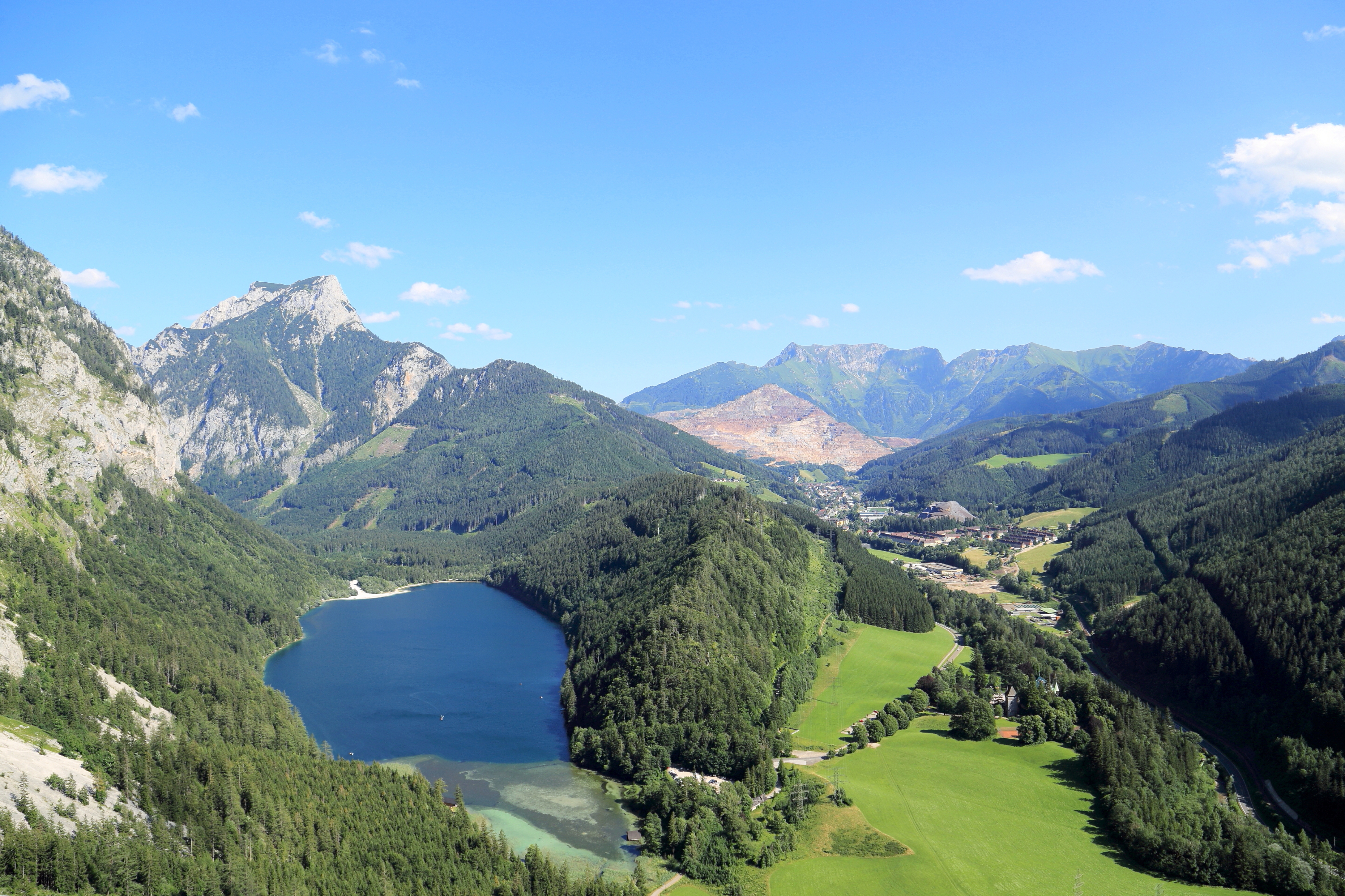
A Leopoldsteini-tó

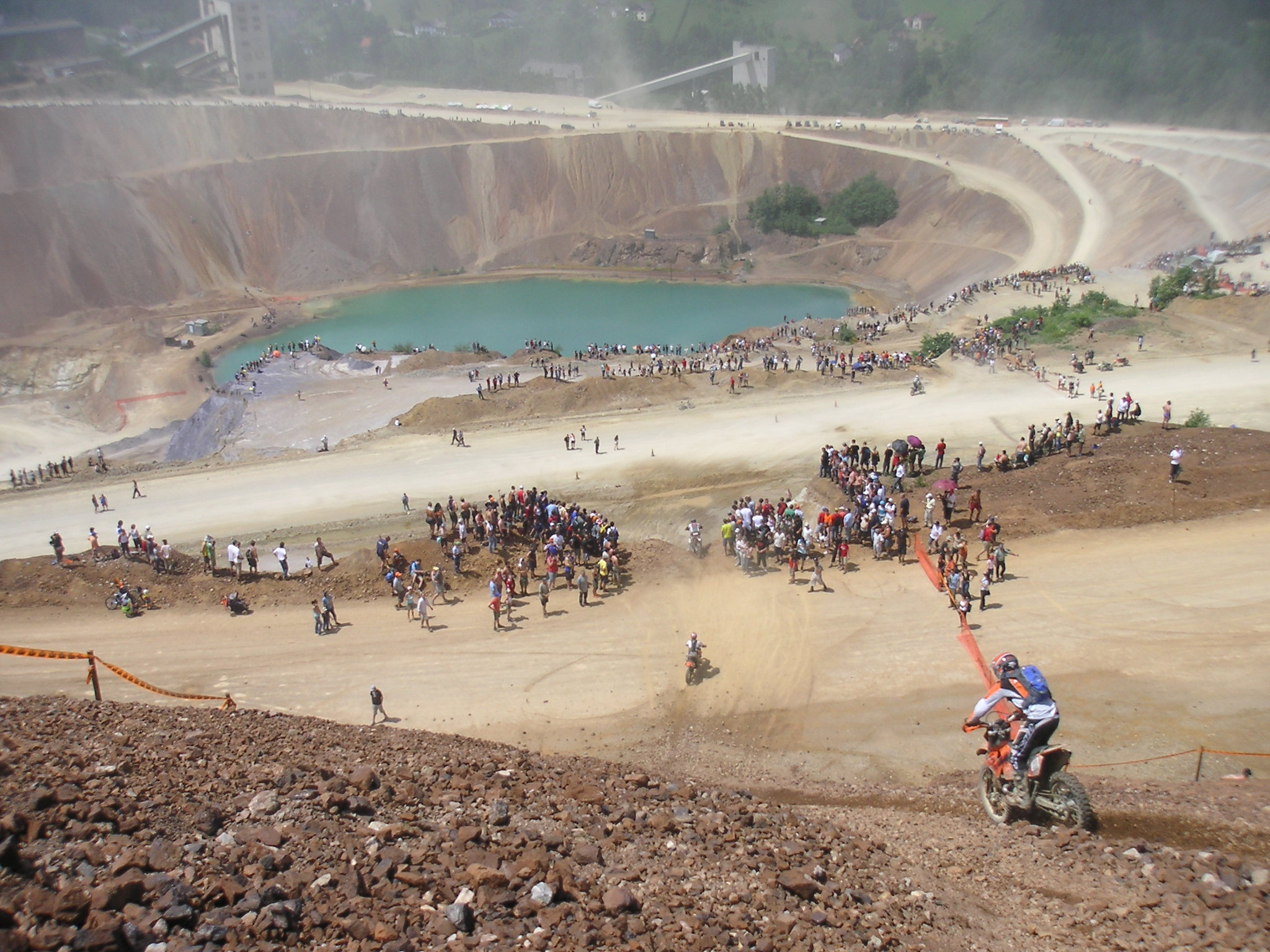
Az ErzbergRodeo 2007-ben

- a régi városháza épületében működő helytörténeti múzeum (Stadtmuseum)
- postamúzeum a Kammerhof (a régi innerbergi bányászati társaság székháza) épületében
- betlehemmúzeum
- cserzőműhely-múzeum
- a gótikus Szt. Oszvald-plébániatemplom Stájerország legnagyobb erődtemploma
- az Eisenerz és Vordernberg között a Präbichl-hágón át járó fogaskerekű nosztalgiavasút.
- a Schwarzer Hof szinte teljesen eredeti állapotban fennmaradt középkori kohómester-ház.
- Leopoldstein kastélya mai formáját 1890-95 között nyerte el, amikor akkori tulajdonosa, Arnulf bajor herceg historizáló stílusban átépíttette
- a késő barokk stílusú Mária születése-templom (Schichturm)
- az 1581-ben épült reneszánsz óratorony
- a Geyeregg-kastély
- a Wassermannsloch karsztforrás barlangrendszere több mint 1000 méteres és feltehetően a Leopoldsteni-tóhoz kapcsolódik.
- a 644 méteres Frauenmauerhöhle cseppkőbarlang
- az 1 km hosszú, 31 m mély Leopoldsteini-tó
- a bányában évente megrendezett ErzbergRodeo Európa legnagyobb enduro crossmotoroversenye
- a város környéki sziklafalakon négy, C/D-től D/E-ig terjedő nehézségű via ferrata-útvonal

## Híres eisenerziek
- Reinhold Bachler (1944-) olimpiai ezüstérmes síugró
- Daniela Iraschko (1983-) olimpiai ezüstérmes síugró
- Lukas Klapfer (1985-) olimpiai bronzérmes északi összetett-síelő
- August Musger (1868–1929) pap és fizikus, a lassított film feltalálója
- Joachim Standfest (1980-) válogatott labdarúgó
- Mario Stecher (1977) kétszeres olimpiai aranyérmes északi összetett-síelő

## Testvérvárosok
- Steyr, Felső-Ausztria

## Fordítás
- Ez a szócikk részben vagy egészben  az   Eisenerz (Steiermark) című német Wikipédia-szócikk ezen változatának fordításán alapul.  Az eredeti cikk szerkesztőit annak laptörténete sorolja fel. Ez a jelzés csupán a megfogalmazás eredetét és a szerzői jogokat jelzi, nem szolgál a cikkben szereplő információk forrásmegjelöléseként.